# Isekai Quartet: The Movie – Another World
Isekai Quartet: The Movie – Another World (劇場版 異世界かるてっと ～あなざーわーるど～?) es una película de animación japonesa de 2022 que presenta un crossover entre los personajes de estilo chibi de la serie de novelas ligeras KonoSuba!, Overlord, Re:Zero, Yōjo Senki y Tate no Yūsha no Nariagari, que son publicados por las divisiones de Kadokawa Future Publishing. Fue producida por Studio Puyukai y distribuida por Kadokawa Animation, la película está escrita y dirigida por Minoru Ashina. En la película, un agujero de gusano lleva a los estudiantes de Clase 1 y 2 a otro mundo donde existen golems fuera de control.
La serie de televisión de anime Isekai Quartet estaba programada para tener una película en julio de 2021, con Ashina adjunta para escribirla y dirigirla. También se confirmó que el elenco de la serie de anime regresaría ese mes, con Minami Tanaka, Nana Mizuki y Toshiyuki Morikawa uniéndose a ellos en marzo de 2022 para expresar los personajes originales. Ese mes también se anunció personal adicional que trabajaría en la película.
Isekai Quartet: The Movie – Another World se estrenó en Shinjuku el 5 de junio de 2022 y se estrenó en Japón el 10 de junio. La película recaudó 639 725 dólares en todo el mundo.

## Argumento
Un agujero de gusano aparece repentinamente dentro de la habitación de la Clase 2 y absorbe a los estudiantes allí y a los estudiantes de la Clase 1 Naofumi Iwatani, Raphtalia y Filo que solo están de visita. Llegan a otro mundo, excepto Ainz Ooal Gown y Chomusuke, que llegaron primero y se encontraron dentro de una instalación que albergaba golems similares a los de su mundo. Los estudiantes son atacados por un gran golem, lo que hace que se separen. El grupo formado por Mare Bello Fiore, Aqua, Rem, Ram, Wilibald Koenig, Rhiner Neumann y Naofumi escapa de un enjambre de pequeños golems y llega a una aldea donde vive un humano llamado Alec. El otro grupo formado por Shalltear Bloodfallen, Aura Bella Fiora, Demiurge, Darkness, Subaru Natsuki, Puck, Beatrice, Viktoriya Ivanovna "Visha" Serebryakov y Filo es salvado por una niña golem llamada Pantagruel y los lleva a la aldea, donde se reúnen. con el grupo de Naofumi.
Kazuma Satou, que se separa solo del grupo, sigue a una chica vestida de militar hasta las instalaciones y se reúne con Ainz. La niña se presenta como Vera Mitrohina y revela un dispositivo esférico que es capaz de viajar entre mundos. Los tres forman una alianza para aprender sobre el dispositivo. Mientras tanto, el otro grupo formado por Albedo, Cocytus, Megumin, Emilia, Tanya von Degurechaff, Matheus Johann Weiss, Vooren Grantz y Raphtalia continúa luchando contra un enjambre de pequeños golems. En la aldea, los grupos de Naofumi y Subaru descubren que no hay camino a casa y que los golems pueden ser controlados por un anillo, pero Vera lo ha robado para traerlos de regreso a su mundo y terminar la guerra allí. De vuelta en las instalaciones, Vera revela que necesitan el "Signo del Chunibyo" para activar la esfera. Después de que Ainz explica qué es chūnibyō y Kazuma señala que el ojo de la cerradura parece un parche en el ojo, Vera se da cuenta de que Pantagruel tiene esas características.
Aqua, Subaru, Beatrice, Naofumi y Pantagruel se dirigen al grupo de Tanya después de que Visha encontrara su ubicación. Pantagruel confiesa sobre el dispositivo en la instalación que puede llevarlos a casa. A su regreso a la aldea con el grupo de Tanya, Vera toma como rehén a Pantagruel y le revela a Tanya que ella ha venido de su mundo y es una espía de los Estados Unidos para el Imperio que quiere destruir a este último con golems. De vuelta en las instalaciones, Ainz y Kazuma exploran el lugar cuando este último encuentra un diario del dueño de las instalaciones, a quien reconoce como el creador del Destructor de su mundo. Ainz y Kazuma se enteran de que el golem que destruyó el mundo en el que se encuentran ahora emergerá una vez que se active el dispositivo. A pesar de las advertencias, Vera activa el dispositivo, haciendo que la esfera se agriete y emerja el golem.
Los estudiantes llegan cerca de las instalaciones y luchan contra los golems que las protegen. Con grandes golems restantes, los estudiantes ejecutan su plan para teletransportarlos dentro de un gran agujero y que Megumin los destruya con su magia Explosión. Kazuma se une a sus compañeros de clase con un golem que encontró mientras deambulaba solo por el bosque. Dentro de las instalaciones, Vera se entera de que Pantagruel puede controlar al golem desde adentro, a costa de que su personalidad deje de existir. Los estudiantes se forman en pequeños grupos para lanzar Pantagruel hacia el ojo izquierdo del golem. Posteriormente, el golem, ahora fusionado con Pantagruel, destruye su núcleo para revelar el agujero de gusano. Kazuma usa su habilidad Robar para recuperar a Pantagruel del golem cuando ingresa al agujero de gusano. Pantagruel se reúne con Alec y Vera. En una escena posterior a los créditos, Subaru encuentra a Garfiel Tinsel y Otto Suwen como estudiantes transferidos.

## Reparto
| Personaje      | Actor de voz original Japón |
| -------------- | --------------------------- |
| Ainz Ooal Gown | Satoshi Hino                |
| Albedo         | Yumi Hara                   |

## Producción
En julio de 2021, se anunció una versión cinematográfica de anime de la serie de televisión de anime Isekai Quartet, con Minoru Ashina escribiendo y dirigiendo en Studio Puyukai y Minoru Takehara como diseñador de personajes y director de animación en jefe. Satoshi Hino como Ainz, Yumi Hara como Albedo, Sumire Uesaka como Shalltear, Emiri Katō como Aura, Yumi Uchiyama como Mare, Masayuki Katō como Demiurge, Kenta Miyake como Cocytus, Jun Fukushima como Kazuma, Sora Amamiya como Aqua, Rie Takahashi como Megumin y Emilia, Ai Kayano como Darkness, Yūsuke Kobayashi como Subaru y Grantz, Yumi Uchiyama como Puck, Inori Minase como Rem, Rie Murakawa como Ram, Satomi Arai como Beatrice, Aoi Yūki como Tanya, Saori Hayami como Visha, Daiki Hamano como Weiss, Jun Kasama como Koenig, Daichi Hayashi como Neumann, Kaito Ishikawa como Naofumi, Asami Seto como Raphtalia y Rina Hidaka como Filo.
En marzo de 2022, se anunció que Minami Tanaka, Nana Mizuki y Toshiyuki Morikawa interpretarían a los personajes originales Pantagruel, Vera Mitrohina y Alec, respectivamente, mientras que Hitomi Nabatame volvería a interpretar su papel de Chomusuke. Yū Saitō como director de arte, Hironobu Shinohara para el entorno artístico y Jun'ichi Ōkubo como director de fotografía, con Kadokawa Animation como distribuidor.

## Lanzamiento
Isekai Quartet: The Movie – Another World realizó su proyección anticipada en EJ Anime Theatre en Shinjuku, Tokio el 5 de junio de 2022 y se estrenó en Japón el 10 de junio. La película se proyectó en el Festival de Cine Odex en Singapur el 2 de septiembre. El 4 de septiembre de 2022 y en Malasia el 3 de septiembre.
U-Next fue el primer servicio de transmisión en Japón en transmitir exclusivamente Isekai Quartet: The Movie – Another World, a partir del 31 de octubre de 2022. La película se lanzó en Blu-ray y DVD en Japón el 25 de noviembre de 2022. Crunchyroll comenzó a transmitir el película el 22 de diciembre de 2022. El video transaccional a pedido de la película en los servicios de transmisión en Japón comenzó el 1 de marzo de 2023.